# Stenocrobylus antennatus
Stenocrobylus antennatus är en insektsart som beskrevs av Bolívar, I. 1908. Stenocrobylus antennatus ingår i släktet Stenocrobylus och familjen gräshoppor. Inga underarter finns listade i Catalogue of Life.